# Tuan Guru
Tuan Guru (indonesisch, „Herr Lehrer“), mit bürgerlichem Namen Abdullah Kadi Abdus Salaam, auch Abdullah Ibn Qadhu Abdus Salaam, im Englischen auch Qadi Abdussalam (* 1712 in Tidore, Molukken; † 1807 in Bo-Kaap, Kapstadt), gilt als erster Imam in Südafrika und nimmt in der islamischen Gemeinschaft der Kapmalaien eine zentrale Rolle ein. Er brachte den Koran in die bis dahin christliche Kapkolonie, indem er ihn auswendig niederschrieb und dadurch den Grundstein für die islamische Gemeinschaft Südafrikas legte.

## Leben
Als Prinz im Sultanat Tidore geboren, beteiligte er sich am Widerstand gegen die auf den Molukken aktive Niederländische Ostindien-Kompanie. Er wurde deshalb im Zuge des Vierten Englisch-Niederländischen Krieges von 1780 bis 1784 als Staatsgefangener auf Robben Island in die Kapkolonie deportiert.
In seiner zwölfjährigen Gefangenschaft schrieb er den Koran auswendig nieder und konnte mit dessen Hilfe nach seiner Begnadigung 1792/1793 die islamische Gemeinschaft der Kapmalaien aufbauen.
Noch unter der Burenherrschaft gründete er im Warenhaus des Freigelassenen Coridon van Ceylon in der Dorp Street Bo-Kaaps die erste Madrasa Südafrikas, in der er lehrte. Sie gab der Islamisierung der kapmalaiischen Sklaven wichtige Impulse. Für seine Lehrtätigkeit erwarb Abdus Salaam den Ehrentitel Tuan Guru. Auf demselben Grundstück gründete er im Untergrund mit der Auwal-Moschee in Bo-Kaap 1794 die erste Moschee des Landes, dessen Imam er bis zu seinem Tod war.
Als Rechtsgelehrter der schāfiʿitischen Rechtsschule dienten seine juristischen Abhandlungen den kapmalaiischen Muslimen als Hauptwerk im 19. Jahrhundert.
Er starb 1807 im Alter von 95 Jahren und wurde auf dem seit 1886 geschlossenen historischen Friedhof Tana Buru Cemetery in Bo-Kaap begraben.

## Werke
Neben seinen Manuskripten des Koran, die unter anderem in der  Auwal-Moschee aufbewahrt werden, hinterließ Tuan Guru Abhandlungen des islamischen Rechts.
- Ma 'rifah al-Islam wa al-Iman / مظاهر الإسلام و الإيمان / Ma‘rifatul Islami wa‘1 Imani / ‚Erkenntnis des Islam und Glaubens‘ [3][7] über die Aschʿarīya, 1781, gilt als sein Hauptwerk.